# Noel Brotherston
‎
Noel Brotherston, severnoirski nogometaš, slikar in oblikovalec, * 18. november 1956, Dundonald, Severna Irska, † 6. maj 1995, Blackburn, Anglija.
V svoji aktivni nogometni karieri je igral za klube: Tottenham, Blackburn Rovers, Bury in Scarborough. Za severnoirsko nogometno reprezentanco je odigral 27 tekem.
Po upokojitvi se je ukvarjal s slikarstvom in oblikovanjem.